# Oberhain
Oberhain is een plaats en voormalige gemeente in de Duitse deelstaat Thüringen, en maakt deel uit van de Landkreis Saalfeld-Rudolstadt.
Oberhain telt  inwoners.

## Geschiedenis
De gemeente maakte deel uit van de Verwaltungsgemeinschaft Mittleres Schwarzatal tot deze op 1 januari 2019 fuseerde met de Verwaltungsgemeinschaft Bergbahnregion/Schwarzatal. Oberhain werd niet opgenomen in de Verwaltungsgemeinschaft Schwarzatal maar in de gemeente Königsee-Rottenbach, waarvan de naam werd veranderd in Königsee.